# 李佳星
李佳星（1990年3月19日—），湖北武汉人，中国女子游泳运动员。注册单位是广州军区游泳队，原输送单位是湖北省游泳队，是解放军双计分运动员。

## 簡歷
李佳星是2008年夏季奥林匹克运动会中国代表团成员，主攻混合泳。
2012年，李佳星代表中国出戰英國倫敦舉行的奥林匹克运动会游泳比賽女子200米混合泳賽事。

## 运动经历
- 2000年 湖北省体工三大队 教练付威
- 2003年 湖北省队 教练付威
- 2007年 国家队 教练石晓铭

## 主要成绩
- 2007年 全国游泳冠军赛 200米混合泳 第三名
- 2007年 全国游泳锦标赛 100米仰泳 第三名